# Espino (San Lorenzo)
Espino es un barrio ubicado en el municipio de San Lorenzo en el estado libre asociado de Puerto Rico. En el Censo de 2010 tenía una población de 3430 habitantes y una densidad poblacional de 126,31 personas por km².

## Geografía
Espino se encuentra ubicado en las coordenadas 18°6′45″N 66°0′48″O / 18.11250, -66.01333. Según la Oficina del Censo de los Estados Unidos, Espino tiene una superficie total de 27.16 km², de la cual 27.15 km² corresponden a tierra firme y (0.02%) 0.01 km² es agua.

## Demografía
Según el censo de 2010, había 3430 personas residiendo en Espino. La densidad de población era de 126,31 hab./km². De los 3430 habitantes, Espino estaba compuesto por el 76.62% blancos, el 5.25% eran afroamericanos, el 0.9% eran amerindios, el 0.2% eran asiáticos, el 7.06% eran de otras razas y el 9.97% pertenecían a dos o más razas. Del total de la población el 99.56% eran hispanos o latinos de cualquier raza.